# 赫林根
赫林根是德国莱茵兰-普法尔茨州的一个市镇。总面积10.74平方公里，总人口706人，其中男性349人，女性357人（2011年12月31日），人口密度66人/平方公里。